# سلامت در ایران

نمودار رشد تاریخی امید به زندگی در ایران

مسایل سلامتی در ایران همچون بسیاری از کشورهای در حال توسعه، از دلایل گوناگونی نشأت می‌گیرد: برای نمونه، آب و ضدعفونی‌سازی، رژیم غذایی و آمادگی جسمانی، اعتیاد، سلامت روانی، امراض مسری، بهداشت و محیط زیست.

## کم بود و بحران آب در ایران

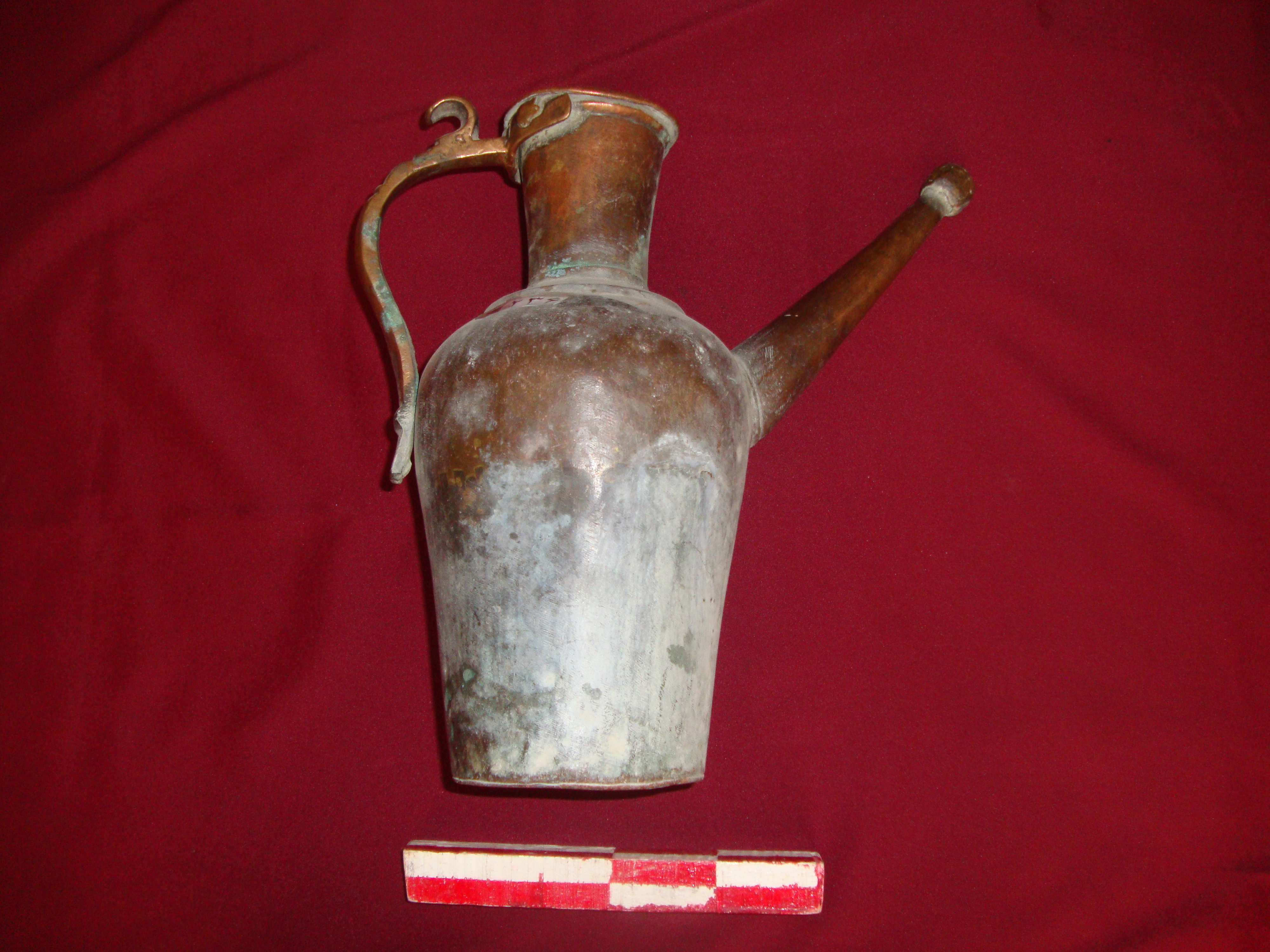
آفتابه

ایرانیان با بحرانی بی‌سابقه در زمینهٔ آب در جمهوری اسلامی مواجه هستند.این فاجعهٔ ساختِ بشر نه‌تنها دسترسی به آب سالم را محدود کرده، بلکه بر مسائل مرتبط با سلامت، از جمله بهداشت ابتدایی، تأثیر منفی گذاشته است.  شستن دست‌ها، که شکلی از رعایت بهداشت است، مؤثرترین روش برای پیشگیری از گسترش بیماری‌های عفونی به شمار می‌رود. اسلام بر اهمیت پاکیزگی و بهداشت فردی تأکید فراوان دارد. فقه بهداشتی اسلامی که قدمت آن به قرن هفتم میلادی بازمی‌گردد، مجموعه‌ای از قواعد دقیق و منظم را شامل می‌شود. طهارت (پاکیزگی شرعی) شامل انجام وضو برای پنج نماز یومیه است، و نیز غسل کردن به‌طور منظم، که این مسئله به ساختن گرمابه‌ها در سراسر جهان اسلام منجر شد. بهداشت در توالت اسلامی نیز ایجاب می‌کند که پس از استفاده از توالت با آب شست‌وشو شود، هم برای طهارت و هم برای کاهش عوامل بیماری‌زا.  بحران آب در ایران موجب محدودیت در دسترسی به آب برای شست‌وشوی دست‌ها، بدن و انجام واجبات دینی شده است.

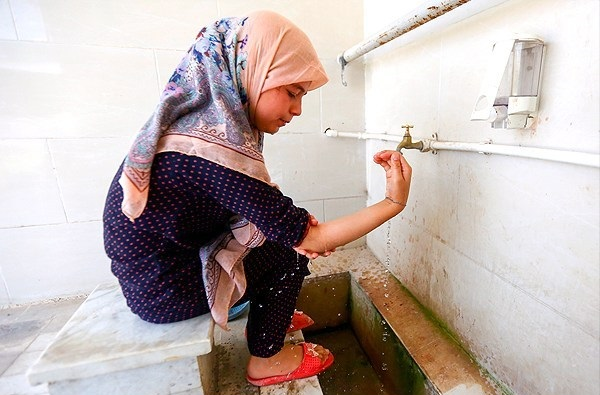
وضو قبل از نماز

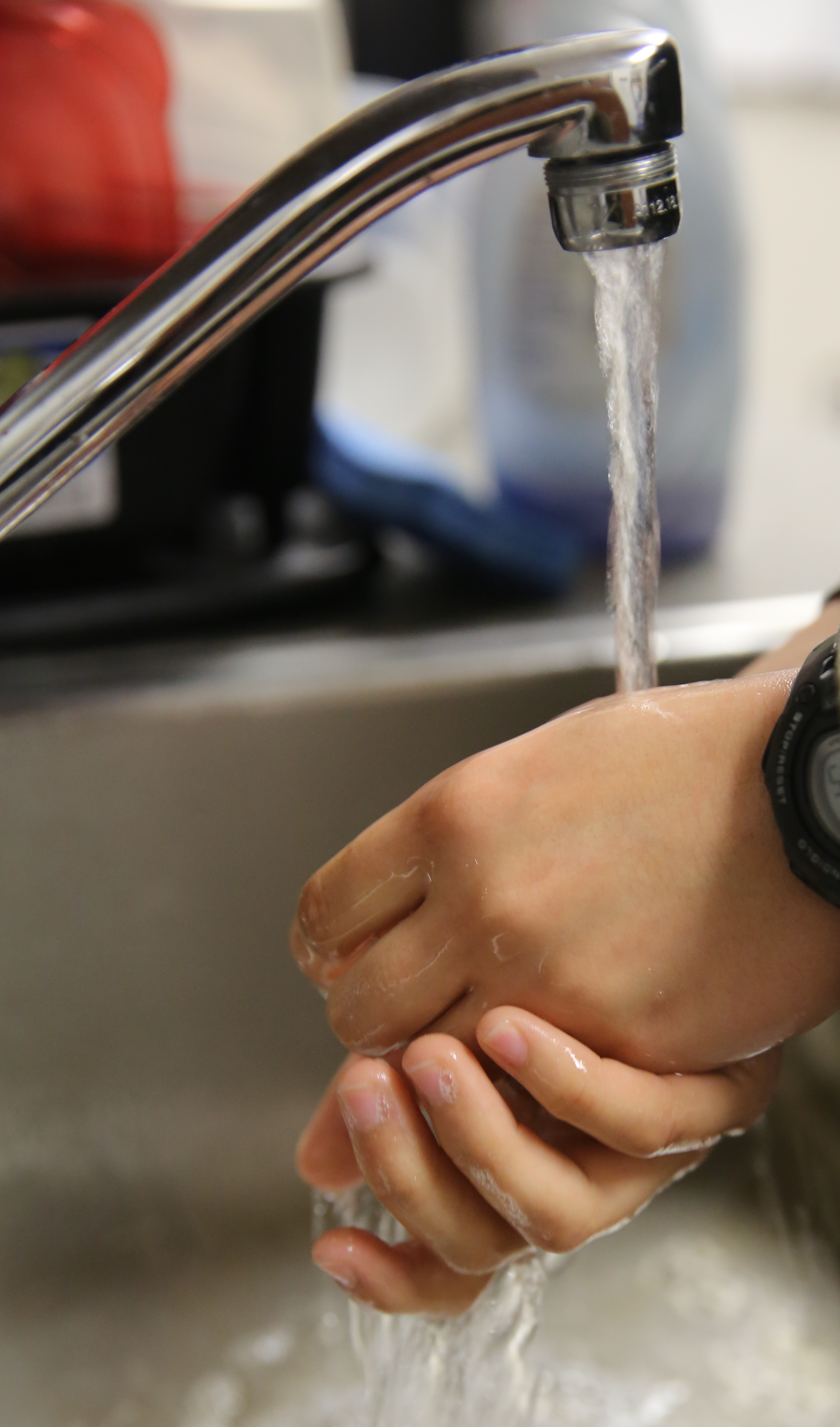
نظافت

## آب و تصفیه
دسترسی مردم در ایران به آب آشامیدنی در خاورمیانه یکی از بالاترین درصدها را داراست و تخمین زده می‌شود ۹۲٪ مردم از این دسترسی برخوردارند. (۱۰۰٪ در نواحی شهری و حدود ۸۰٪ در نواحی روستایی).
در زمینهٔ تصفیه فاضلاب کمبودهای قابل توجهی وجود دارد؛ برای مثال، در تهران بیشتر جمعیت از تصفیهٔ فاضلاب بهرمند نیستند و فاضلاب خام مستقیماً وارد آب‌های زیرزمینی می‌شود. با حاد شدن بحران آب با افزایش جمعیت، آلودگی آب‌های زیرزمینی ریسک‌های سلامتی را افزایش می‌دهد.